# Adoretus cribrosus
Adoretus cribrosus är en skalbaggsart som beskrevs av Edgar von Harold 1869. Adoretus cribrosus ingår i släktet Adoretus och familjen Rutelidae. Inga underarter finns listade i Catalogue of Life.